# Miltochrista sumatrana
Miltochrista sumatrana là một loài bướm đêm thuộc phân họ Arctiinae, họ Erebidae.